# Étienne François Drouet
Étienne François Drouet, né en 1715 à Paris où il est mort le 11 septembre 1779, est un avocat et un bibliothécaire français.

## Biographie
Il est avocat au Parlement de Paris et bibliothécaire de son corps : l'Académie d'Auxerre et la société littéraire de Besançon l'admirent dans leur sein. Il publia en 1769 un important volume réunissant deux œuvres posthumes du grammairien encyclopédiste du Marsais: Logique ou Réflexions sur les principales opérations de l'esprit et Principes de grammaire ou fragmens sur les causes de la parole.
Drouet était de ces hommes dont les travaux sont précieux pour les gens de lettres, sans pourtant acquérir à leur auteur une brillante réputation.

## Publications
1. une édition du Dictionnaire de Moréri, Paris, 1759, 10 vol. in-fol., dans laquelle il a refondu et mis à leur place les nombreux suppléments de l'abbé Goujet.
2. une édition fort augmentée de la Méthode pour étudier l'histoire, de Lenglet Du Fresnoy, Paris, Debure, 1772, 15 vol. in-12 ;
3. La 8e édition de la Géographie abrégée du même auteur, Paris, 1774, in-12 ;
4. Avec Barbeau de la Bruyère une édition de la Méthode pour étudier la Géographie, Paris, 1768, 10 vol. in-12.
5. une nouvelle édition de la Géographie moderne de Nicole de la Croix, Paris, 1769, 2 vol. in-12 ;
6. Atlas ou Théâtre de la guerre, de Rizzi Zannoni, avec le Journal de la guerre des Français en Allemagne, 1763, in-4° ;
7. Les Institutions au droit ecclésiastique de Fleury, édition augmentée d'un catalogue des principaux ouvrages sur l'histoire ecclésiastique et le droit canon, 1761-1767, 2 vol., in-12 ;
8. le Catéchisme historique du même, Paris, 1761 ;
9. le Tableau de l'histoire moderne de Mehegan, Paris, 1778, 3 vol., in-12.
10. le Manuel des champs de Chanvalon, 1764, in-12 ;
11. les Règles pour former un Avocat, de Pierre Biarnoy de Merville [1], Paris, 1778, édition augmentée du catalogue des principaux ouvrages de jurisprudence.

## Pour approfondir